# NBA 25주년 팀
NBA 25주년 팀(영어: NBA 25th Anniversary Team)는 1971년 12월 11일에 NBA 출범 25주년을 기념하여 선정한 올스타이며, 선수는 센터 2명, 포워드 4명, 가드 4명으로 선정했다.

## 후보자

### 포워드
- 폴 아리진 (1950년~1962년)
- 조 펄크스 (1946년~1954년)
- 해리 갤러틴 (1948년~1958년)
- 톰 골라 (1955년~1966년)
- 번 미켈슨 (1949년~1959년)
- 밥 페티트 (1954년~1965년)
- 짐 폴라드 (1947년~1955년)
- 톰 하인슨 (1956년~1965년)
- 돌프 세이즈 (1948년~1964년)
- 조지 야들리 (1953년~1960년)

### 센터
- 네일 존스턴 (1951년~1959년)
- 에드 맥컬레이 (1949년~1959년)
- 조지 마이컨 (1946년~1954년, 1955년~1956년)
- 빌 러셀 (1956년~1969년)
- 모리스 스탁스 (1955년~1958년)

### 가드
- 리치 게린 (1956년~1970년)
- 밥 쿠지 (1950년~1963년, 1969년~1970년)
- 밥 데이비스 (1946년~1955년)
- 밥 피릭 (1945년~1950년)
- 샘 존스 (1957년~1969년)
- 슬레이터 마틴 (1949년~1960년)
- 딕 맥과이어 (1949년~1960년)
- 빌 셔먼 (1950년~1961년)
- 바비 완저 (1947년~1957년)
- 맥스 자스로프스키 (1946년~1956년)

## 최종 선발
- 밥 페티트 (포워드)
- 돌프 세이즈 (포워드)
- 폴 아리진 (포워드)
- 조 펄크스 (포워드)
- 조지 마이컨 (센터)
- 빌 러셀 (센터)
- 밥 쿠지 (가드)
- 빌 셔먼 (가드)
- 밥 데이비스 (가드)
- 샘 존스 (가드)
- 감독 : 레드 아워백

## 같이 보기
- NBA 35주년 팀
- NBA 위대한 50인 선수
- NBA 75주년 팀